# Uboot.com
uboot.com war ein internetbasiertes soziales Netzwerk, welches von 1999 bis 2013 bestand. Nach seiner Gründung gehörte uboot.com zeitweise zu den am schnellsten wachsenden Jugend-Communitys und zählte nach eigenen Angaben bis zu 6 Millionen registrierte Nutzer in Deutschland, Österreich, Großbritannien und der Schweiz.
In den letzten Jahren vor der Einstellung verlor uboot.com gegenüber anderen sozialen Netzwerken zunehmend an Bedeutung im deutschsprachigen Raum. Die Nutzerzahlen sanken erheblich und im Dezember 2013 wurde der Dienst schließlich eingestellt.

## Geschichte

### Ursprüngliches Konzept (1999–2011)
Auf der Webpräsenz fanden sich unter anderem Benutzerseiten mit Gästebuch, Freundesliste und Kontaktmöglichkeiten, Foto- und Video-Alben, Blog, Chat, Diskussionsforen und der (später bezahlpflichtige) Versand von SMS. Hierfür konnten Nutzer ihrem Nutzerkonto Geldbeträge in 5-Euro-Schritten mittels Kreditkartenzahlung  gutschreiben. Dieses Guthaben konnte dann für den Versand von SMS genutzt werden. Eine Rückerstattung bzw. Auszahlungsmöglichkeit des einmal eingezahlten Guthabens war nicht vorgesehen.

### Geändertes Konzept (2011–2013)
2011 wurde vergeblich versucht, einem erheblichen Rückgang der Teilnehmerzahlen und zunehmender Konkurrenz durch andere soziale Netzwerke durch ein verändertes Konzept entgegenzuwirken. Die Zielsetzung der Plattform war unklar. Auf der Hauptseite wurden Wetten angeboten. Die Diskussionsforen wurden eingestellt. Die Möglichkeit, SMS zu versenden, wurde nicht mehr angeboten. Das öffentlich einsehbare Forum wurde zunächst allenfalls noch sporadisch genutzt und später eingestellt.

### Einstellung (2013)
Am 15. Dezember 2013 stellte uboot.com sein Angebot ein. Zu diesem Zeitpunkt noch verfügbares Guthaben auf den Benutzerkonten ist an diesem Tag verfallen, ohne dass die Möglichkeit einer Rückerstattung angeboten wurde.

## Unternehmen
uboot.com wurde als „mobile Jugendplattform“ vom 1999 gegründeten österreichischen Unternehmen ucp.ag (Universal Communication Platform AG) konzipiert. Das im August 1999 von Christian Lutz und Marwan Saba gemeinsam mit vier Software-Entwicklern gegründete Unternehmen ucp.ag verzeichnete in den folgenden Jahren einen beachtlichen Höhenflug. Unterstützt durch namhafte Investoren gelang mit Launch der Website uboot.com am 14. Februar 2000 der Aufbau eines rasch wachsenden österreichischen Jugendportals im Non-voice wireless-Bereich (gratis SMS) und Markteintritte in Deutschland, England und der Schweiz.
Zielgruppe dieser Plattform sozialer Software waren Personen, die einerseits rasch und einfach eine individuelle Webpräsenz mit verschiedenen Zusatzfunktionen haben wollen, andererseits am bunten Austausch mit Mitgliedern einer offenen Community interessiert sind.
Im Sommer 2002 wurden die in Österreich (Wien), Deutschland (Berlin) und England (London) ansässigen uboot.com Standorte 100 % Töchter der ucp.ag. Ende 2003 wurde uboot.com unter der Geschäftsführung von Marwan Saba und Thomas Lang an das Schweizer Unternehmen penuntia.ag verkauft. Die penuntia.ag hält 100 % an der in Wien ansässigen uboot.com mobile internet services GmbH.
uboot.com mobile internet services GmbH betrieb neben der Webpräsenz uboot.com die Seite schwarzfunk.com (ein Prepaid-Mobilfunktarif). Schwarzfunk lief in Deutschland unter der Marke Weissfunk und wurde als eigenständiges Unternehmen ausgegründet. Schwarzfunk wurde im Jahre 2008 eingestellt, Weissfunk offenbar im Jahre 2011.

## Funktionsweise und Benutzerfunktionen
Angemeldete Benutzer konnten sich bei der Registrierung einen frei wählbaren nickname aussuchen, sofern dieser nicht bereits vergeben war. Einen Hauptfokus richtete die Plattform auf die individuelle Benutzerseite (nickpage), die auf vielfältige Weise gestaltet und ausgebaut werden konnten (Blogs, Foto- und Video-Alben, verschiedene Kontaktmöglichkeiten).
Die kostenlose Mail unterstützte bis 2009 ein- und ausgehende E-Mails mit der Adresse nickname@uboot.com. Ab 2009 war nur mehr interner Kontakt möglich. Eine Besonderheit des Dienstes war der Empfang von SMS. Beim SMS-Versand stand die volle Anzahl von 160 Zeichen zur Verfügung.
Nutzer konnten auf ihren öffentlich einsehbaren Profilen Bildergalerien anlegen und mit Bildern füllen. Besonders hervorzuheben war die Möglichkeit, einzelne Galerien mit einem frei wählbaren Passwort zu schützen. Diese geschützten Galerien waren nur für Personen zugänglich, die das Passwort kannten.
Die Anmeldung und Nutzung der meisten Funktionen war für Benutzer kostenlos. Im Jahr 2002 stellte uboot.com den kostenlosen SMS-Versand ein.

## Kritik
Wie viele Websites schien sich uboot.com auch über Werbung zu finanzieren. In den AGB wurde unter Punkt 17 darauf hingewiesen, dass zwecks Werbung auch Daten nach Abschluss einer Vertraulichkeitsvereinbarung an Partner- und an Drittunternehmen weitergeben werden können. Der Benutzer konnte dies durch eine E-Mail an uboot, durch Benutzen einer opt-out-Funktion in der entsprechenden Werbenachricht oder postalisch gegenüber uboot widerrufen.